# Musée préfectoral de Kumamoto d'anciens tertres funéraires
Le musée préfectoral de Kumamoto d'anciens tertres funéraires (熊本県立装飾古墳館, Kumamoto kenritsu sōshoku kofun-kan) est un musée japonais consacré à des kofun décorés situés à Yamaga, préfecture de Kumamoto au Japon. La collection comprend des répliques grandeur nature des chambres intérieures de douze tumuli.
Conçu par l'architecte Tadao Andō et achevé pour un coût de1,6 milliards de ¥, le musée ouvre ses portes en avril 1992,,.